# La Esfera

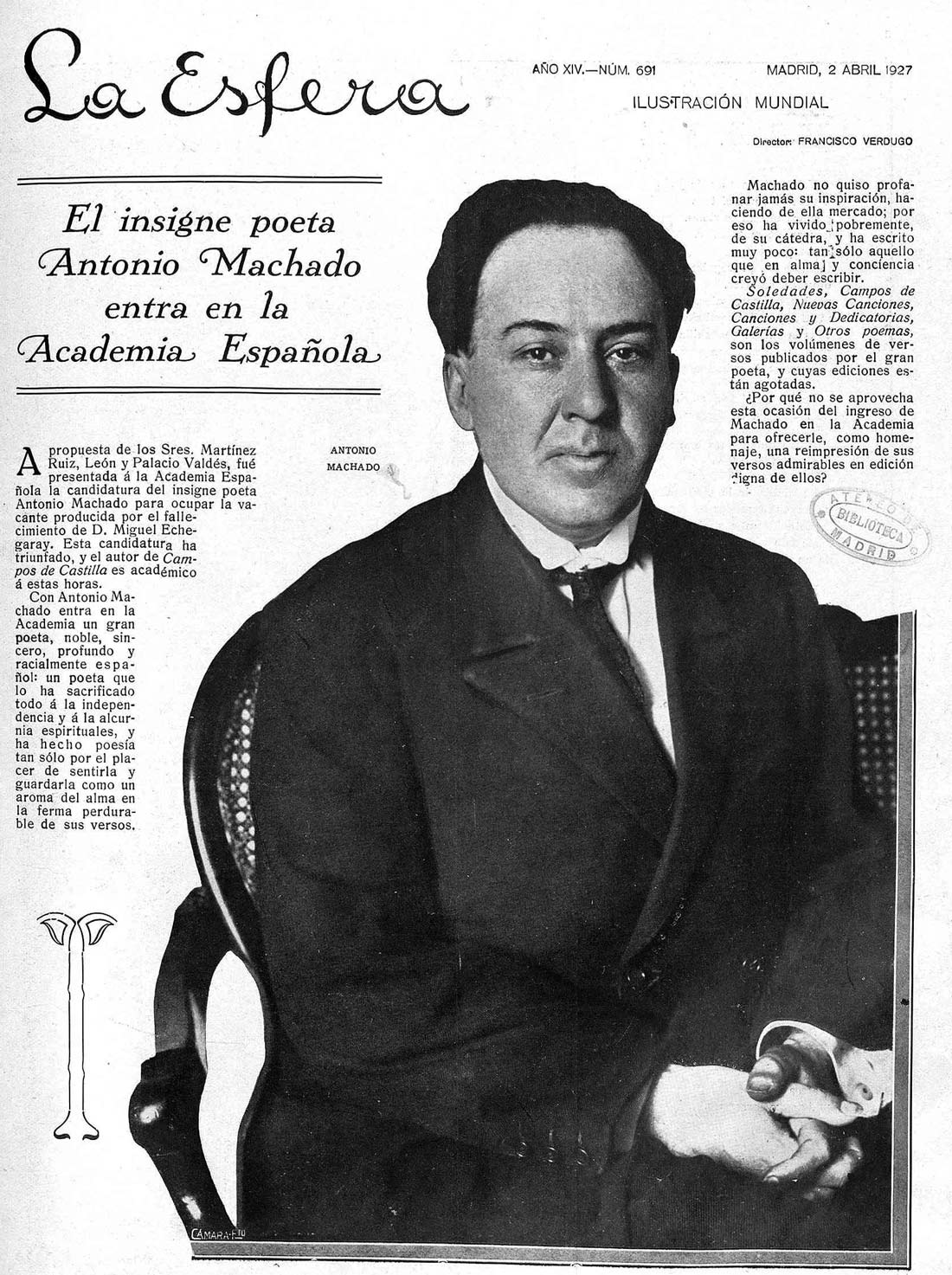
Une de La Esfera du 2 avril 1927 avec Antonio Machado.

La Esfera est une revue culturelle espagnole, dont le premier numéro a été publié à Madrid le 3 janvier 1914 et le dernier le 17 janvier 1931.

## Histoire et description
Le premier numéro est publié à Madrid le 3 janvier 1914,.
C'était une revue chère, et même qualifiée « de luxe » : ses premiers numéros coûtaient 50 centimes, puis 60 en 1917 pour finalement se vendre à 1 peseta à partir de 1920.
La revue contenait d'excellentes illustrations et gravures,, et l'impression était de grande qualité.
Le dernier numéro, le no 889, est publié le 17 janvier 1931,.

## Collaborateurs

### Écrivains
La revue a bénéficié de la participation d'auteurs de grande qualité, tels que Miguel de Unamuno, Ramiro de Maeztu Jacinto Benavente, Dionisio Pérez Gutiérrez (es) et José Francos Rodríguez (es) ; les conteurs Emilia Pardo Bazán, Ramón Pérez de Ayala,, Alberto Insúa (es), Antonio de Hoyos y Vinent (es), Emilia Pardo Bazán, Joaquín Dicenta (es), Manuel Bueno Bengoechea (es), Pedro de Répide, Luis Antón del Olmet (es), Manuel Linares Rivas (es), Carmen de Burgos, Eduardo Zamacois (es), Wenceslao Fernández Flórez, Joaquín Belda (es), Andrés González Blanco (es), Felipe Trigo, Ramón María del Valle-Inclán, Vicente Blasco Ibáñez, Gabriel Miró, Concha Espina.
Plusieurs poèmes sont l'œuvre de Manuel Machado Juan Ramón Jiménez, Rubén Darío, Francisco Villaspesa, Emilio Carrere (es), Eduardo Marquina, Salvador Rueda ou encore Vicente Medina (es).

### Illustrateurs

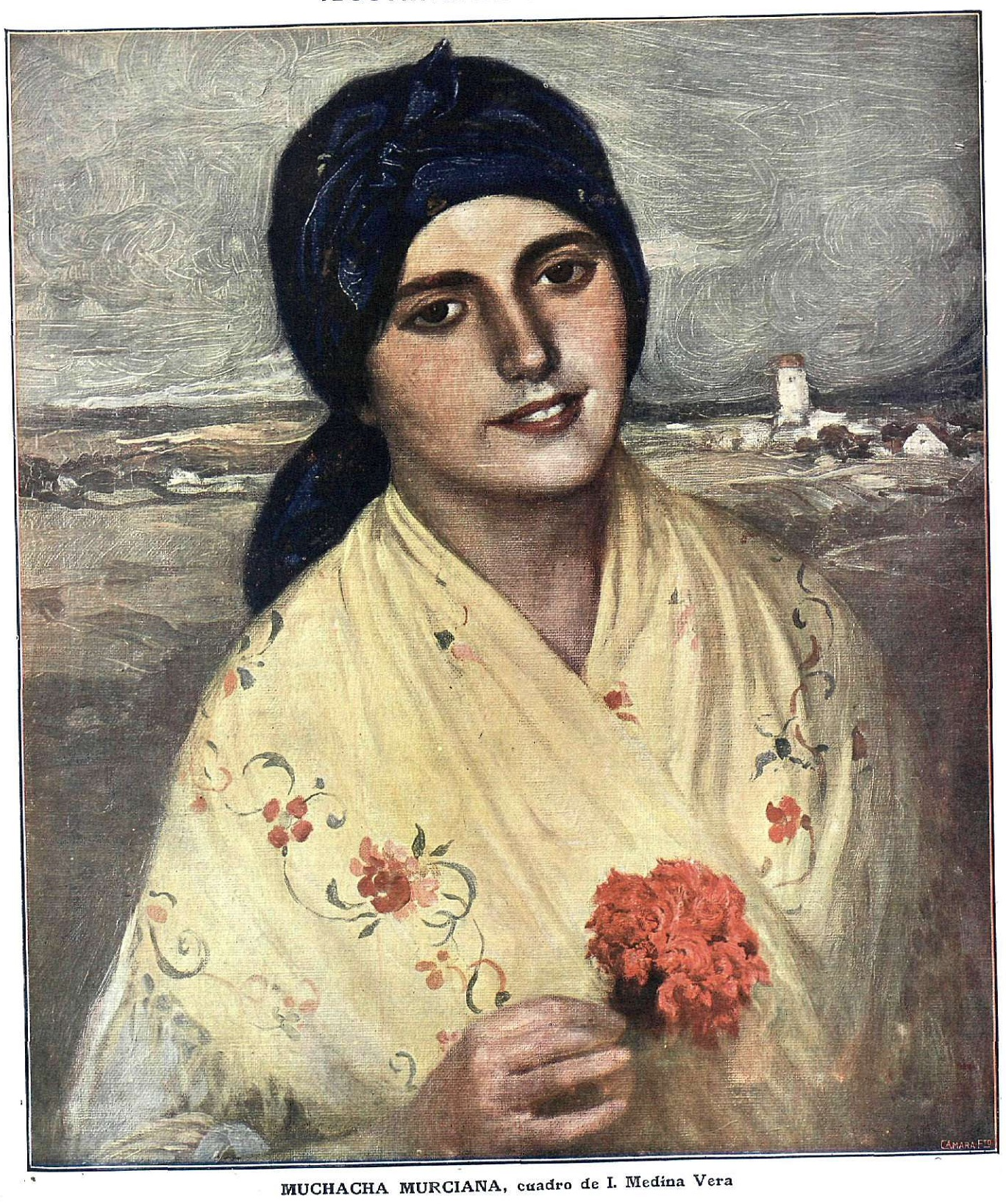
Muchacha murciana, illustration de et une de La Esfera du 18 novembre 1916.

La Esfera a offert un très grand nombre d'illustrations artistiques pour accompagner les textes, aussi variées que peuvent l'être les styles de José Dhoy, Salvador Bartolozzi (es), Tito, Cerezo, Sancha, Vallejo, Juan Vita, J. Morales, Echea, Néstor, Alcalá del Olmo, Apel·les Mestres, Mariano Benlliure, Brando, Inocencio Medina Vera (es), Julio Romero de Torres ou Rafael de Penagos (es), Ricardo Marín Llovet (es),,.

### Photographes
Le journalisme d'actualités était illustré par les photographies de José Demaría López, Eduardo Vilaseca y Marín, Antonio Prats y Salazar et de nombreux photographes de province. D'autres photographes ont également collaboré : Alejandro Merletti, Christian Franzen, Antonio Cánovas del Castillo, dit « Kaulak », Alfonso Sánchez García, Louis Hugelmann, Charles Trampus, Eduardo Rodríguez Cabezas (es) dit « Dubois », Federico Ballell Maymí (es), Alejandro Merletti, Adolf Mas i Ginesta, Manuel Asenjo, Venancio Gombau, Antonio García (1835-1918), Diego Pérez Romero, José Pan Alberto dit « Panelberto » ou encore les deux frères Calvache : Diego (es) — mort en 1919 — et Antonio.